# City of Hobart
Hobart är en region i Australien.   Den ligger i delstaten Tasmanien, i den sydöstra delen av landet, 900 km söder om huvudstaden Canberra. Antalet invånare är 50 473.
Följande samhällen finns i Hobart:
- Hobart
- Sandy Bay
- New Town
- Dynnyrne
- Ridgeway